# Dolmens de Peyrelevade
Les dolmens de Peyrelevade ou dolmens de Peyrelebade, appelés aussi dolmens de Montaubert ou dolmens de Mont Aubert, sont un groupe de cinq dolmens dont seuls quatre subsistent, situés à Salles-la-Source, dans le département français de l'Aveyron.

## Dolmen n°1
Le dolmen n°1 est inscrit au titre des monuments historiques en 1993.

## Dolmen n°2
44° 27′ 20″ N, 2° 32′ 11″ E

## Dolmen n°3
44° 27′ 16″ N, 2° 32′ 17″ E